# Le più belle canzoni dedicate alla mamma
Le più belle canzoni dedicate alla mamma è un cd che raccoglie 12 canzoni dedicate alla mamma, alcune delle quali (3, 4, 5, 10) provenienti dallo Zecchino d'Oro, altre di cantanti famosi, altre ancora precedentemente incise nel cd intitolato "La mamma colorata". L'anno di edizione è il 2002 e l'editore è Antoniano.

## Tracce
1. Viva la mamma
2. La mamma colorata
3. Ninna nanna del chicco di caffè
4. La mamma della mamma
5. Coccole
6. Ninna mamma
7. Let it be
8. Un bambino
9. Tanti auguri alla mamma
10. Madre bambina
11. Lettere d'amore
12. Il mio rifugio è lei
13. Perché tu mamma (questa è delle Magic Stars)